# Балай
Бала́й, Балайчу́к — річка в Україні, в межах Березівського району Одеської області. Впадає до Тилігульського лиману (басейн Чорного моря).

## Опис
Довжина 52 км, площа водозбірного басейну 586 км². Похил річки 1,9 м/км. Долина трапецієподібна, завширшки 1—2 км. Річище слабозвивисте, завширшки 8—15 м. Вода каламутна, завислих речовин до 139 г/м³, влітку міліє і пересихає, 5 гребель, багато ставків. Використовується на сільськогосподарські потреби, розведення водоплаваючої птиці.

## Розташування
Балай бере початок на північ від села Данилівки. Тече переважно на південний схід. Впадає до Тилігульського лиману на південний схід від села Каїрів (біля коси Стрілки).
- У межах Березівського району у долині річки створено ландшафтний заказник місцевого значення Новомиколаївський (біля села Новомиколаївки).